# Dantxaria
Dantxaria est un quartier dans la commune d'Ainhoa. Il est situé sur la zone frontalière (appelée xareta) entre le Labourd et la Navarre, et séparé du pont international de Dantxarinea. De l'autre côté de la frontière, en Navarre, un quartier du même nom, Dantxarinea, est connu à tort, sous le nom de Dantxaria.

## Étymologie
Dantxarinea et Dantxaria viennent de dantzaria ou « le danseur » en basque. En janvier 1701, un Basque, Joannes de Quirno, harponneur de baleines par son métier, est à l'origine du nom des deux quartiers. La chronique le décrit comme bel homme et vêtu de son plus seyant pourpoint, se rend célèbre en dansant trois jours d'affilée devant le duc d'Anjou, en route pour Madrid, où il va monter sur le trône d'Espagne sous le nom de Philippe V.

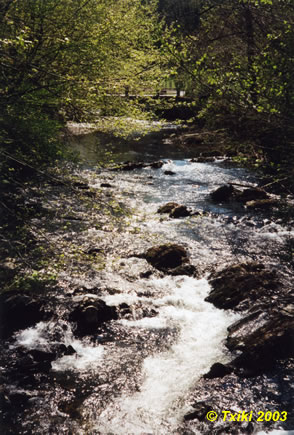
La Nivelle à Dantxariena (Navarre et Labourd).
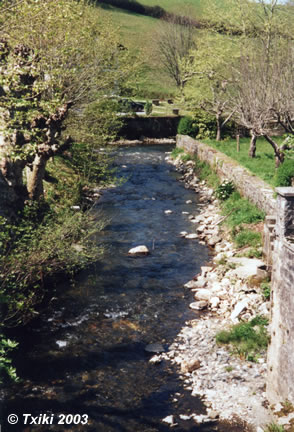
La rivière Lapitxuri à Dantxaria (Navarre et Labourd).
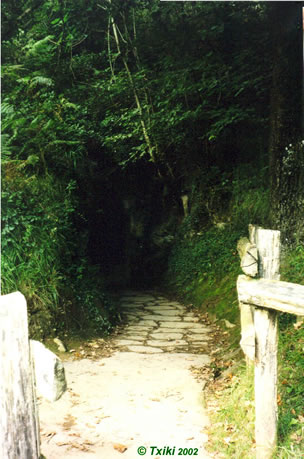
Entrée de la grotte d'Urdazubi (Navarre).
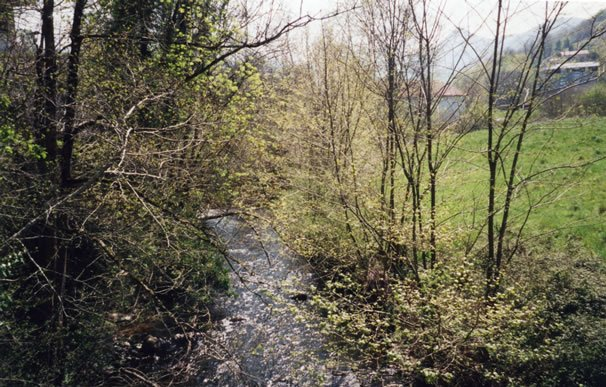
La rivière Ugarana à la sortie de Dantxarinea (Navarre).